# Иоанн (Младенович)
Митрополит Иоанн (в миру Йован Младенович, серб. Јован Младеновић; 11 сентября 1950, село Добрачи, Сербия) — епископ Сербской Православной церкви, митрополит Шумадийский.

## Биография
Окончил начальную школу в родном селе. С 11 лет подвизался в качестве послушника в близлежащем Клисурском Свято-Архангельском монастыре.
В декабре 1963 года перешёл в монастырь Студеница, где остался тридцать лет, пройдя все послушания от монастырского послушника до монаха, а затем и епископа.
С 1967 по 1969 год посещал первую послевоенную монашескую школу Сербской Церкви в монастыре Острог, которую успешно окончил. После её окончания проходил воинскую службу.
24 апреля 1971 года в монастыре Студеница принял монашеский постриг, а на следующий день был рукоположен епископом Жичским Василием (Костичем) в сан иеродиакона.
В 1971 году по благословению правящего архиерея, иеродиакон Иоанн поступил в пятилетнюю семинарию святителя Саввы в Белграде.
25 июля 1973 года, во время учёбы в семинарии, был рукоположен в сан иеромонаха.
В 1974 году окончил семинарию с отличными успехами.
С 1976 года учился на Богословском факультете Белградского университета. В 1980 году защитил диплом. Одновременно нес послушание наместника-заместителя студеницкого игумена протосингела Симеона (Васильевича).
25 июля 1980 года по распоряжению епископа Жичского Стефана и единогласному желанию членов монастырского братства сменил на должности настоятеля Студеницы архимандрита Иулиана (Кнежевича).
В 1983 году произведен в синкелла, в 1986 году — в протосинкелла. В 1989 году возведён в сан в архимандрита.
25 мая 1993 года на заседании Священного Архиерейского Собора был избран епископом Тетовским, викарием патриарха Сербского, со всеми правами и обязанностями епархиального архиерея для епархии на территории Республики Македонии.
25 июля того же года в Богородицкой церкви Студеницкого монастыря состоялась его епископская хиротония, которую совершил Патриарх Сербский Павел в сослужении 24 архиереев.
В мае 1994 года назначен епископом Западно-Американским. 18 сентября 1994 года в Соборном храме Святого Стефана Првовенчанного в Алхамбри, Лос-Анджелес, Калифорния состоялось его настолование, которое возглавил Патриарх Павел.
В США трудами владыки Иоанна были основаны 9 новых приходов, обновлены и построены храмы в Лос-Анджелесе, Джексоне, Юджине и другие. В 2000 году принял в юрисдикцию Сербской Церкви известные православные монастыри Германа Аляскинского в Платине, штат Калифорния, и Паисия Величковского под Саффордом, штат Аризона. Приложил немало стараний в изданию «Пролога» святителя Николая (Велимировича) на английском языке. Организовал вещание епархиального радио и интернет-сайт Западно-Американской епархии.
С 31 мая 2002 года — епископ Шумадийский.
22 ноября 2005 года вместе с епископом Игнатием (Мидичем) представлял Сербскую православную церковь на интронизации Патриархи Феофила III.
5 по 9 октября 2012 года сопровождал Патриарха Сербского Иринея (Гавриловича) в ходе визита в Египет
1 июня 2013 года Архиерейским Собором был утверждён администратором Жичской епархии.
30 января 2015 года получил Золотую медаль и стал постоянным членом Сербской королевской академии учёных и художников.